# Parc national de Folgefonna
Le parc national de Folgefonna est un parc national créé en 2005 en Norvège. Composé de trois glaciers, il couvre les municipalités de Jondal, Kvinnherad, Etne, Odda et Ullensvang. Son point culminant est à 1 662 mètres.

## Faune
Les hautes montagnes du parc sont trop stériles pour que beaucoup d'espèces puissent y vivre, mais les lagopèdes y prospèrent. Les aigles royaux nichent dans plusieurs vallées qui s’élèvent vers le glacier et se nourrissent des lagopèdes dans les zones glaciaires. Les pipits des prés sont les espèces les plus abondantes au-dessus de la limite des arbres. Dans les zones boisées, les cerfs rouges sont abondants, en fait plus de cerfs rouges sont abattus dans la municipalité de Kvinnherad que partout ailleurs dans le pays. Le tétras-lyre et le grand tétras peuvent également être trouvés dans les forêts de pins. C’est aussi l’un des derniers endroits à abriter le pic à dos blanc dans toute l’Europe occidentale. Les avalanches dans cette région laissent de nombreux arbres morts sur leur chemin et c’est exactement l’habitat privilégié par ces pics. 

## Galerie

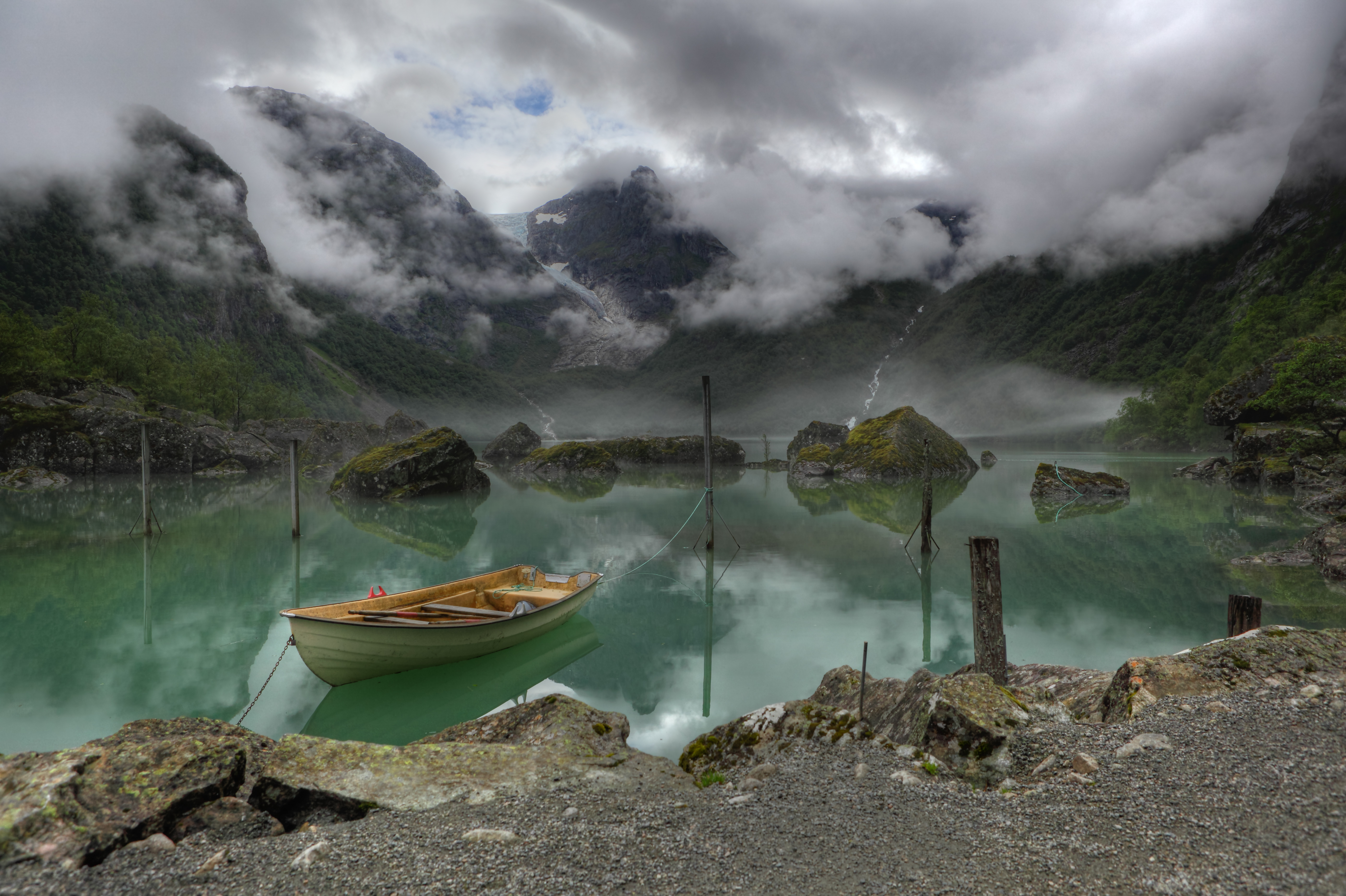
Vue du lac Bondhus, en Norvège. En arrière-plan, le glacier Bondhus, qui est une langue du glacier de Folgefonna.
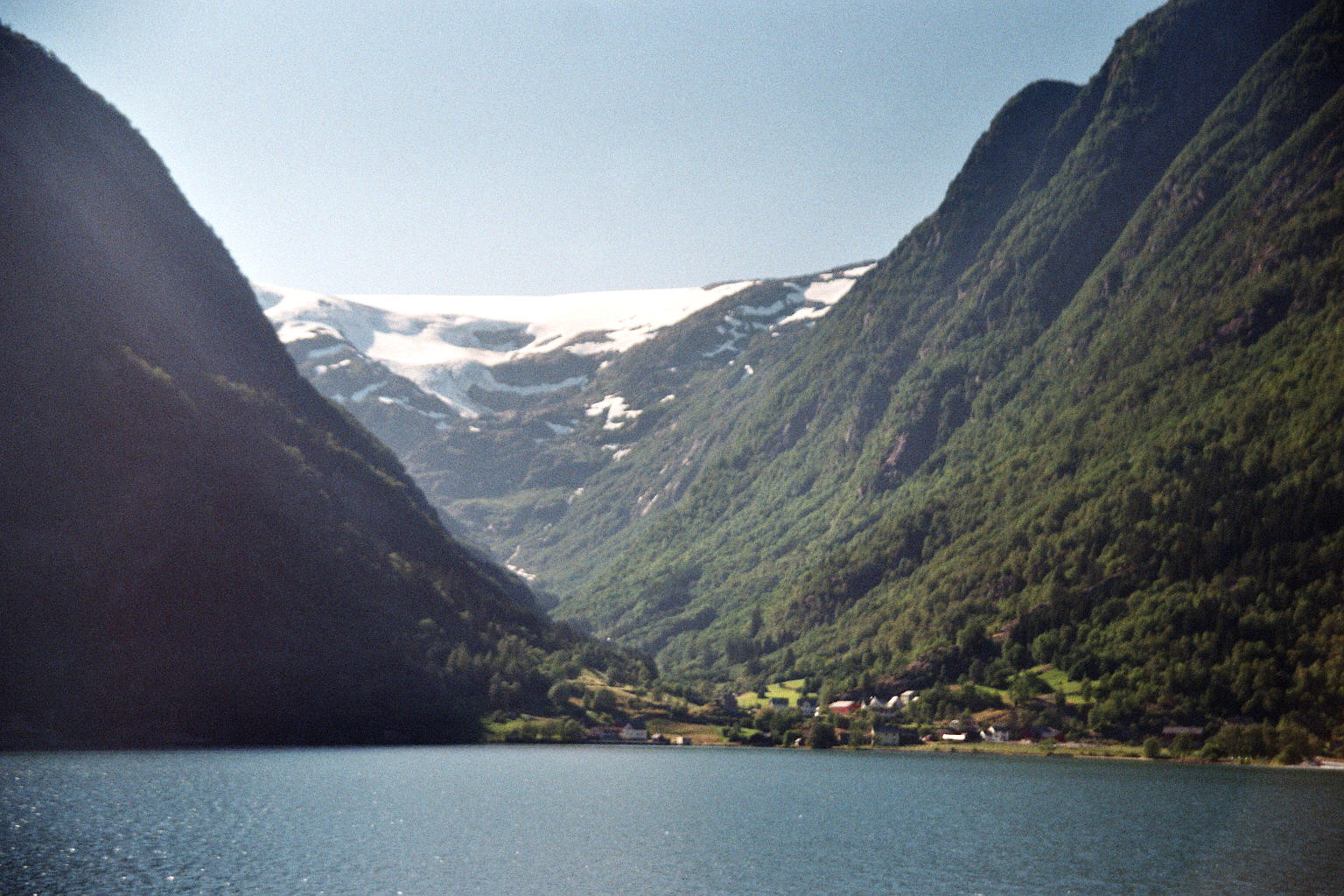
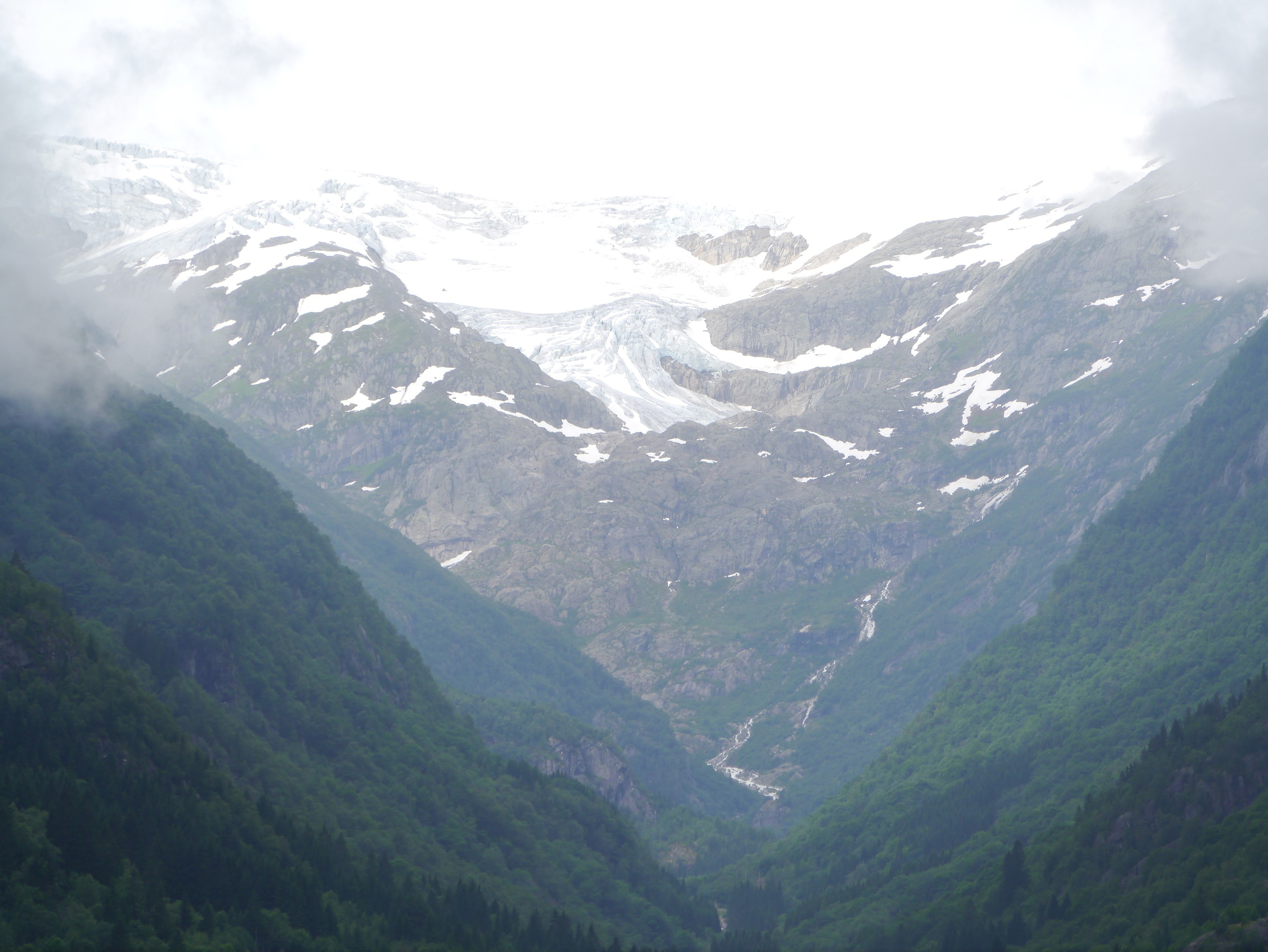
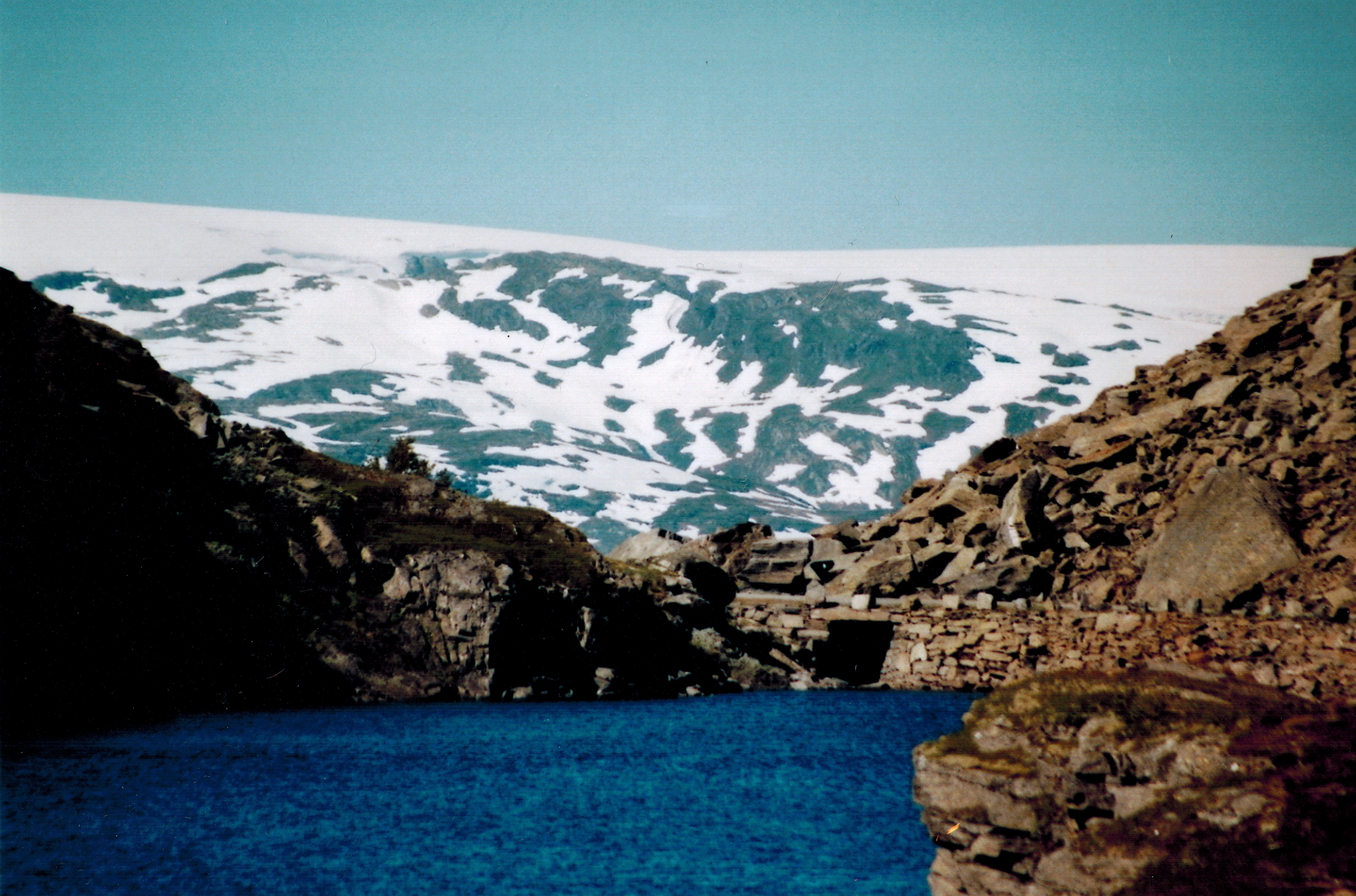
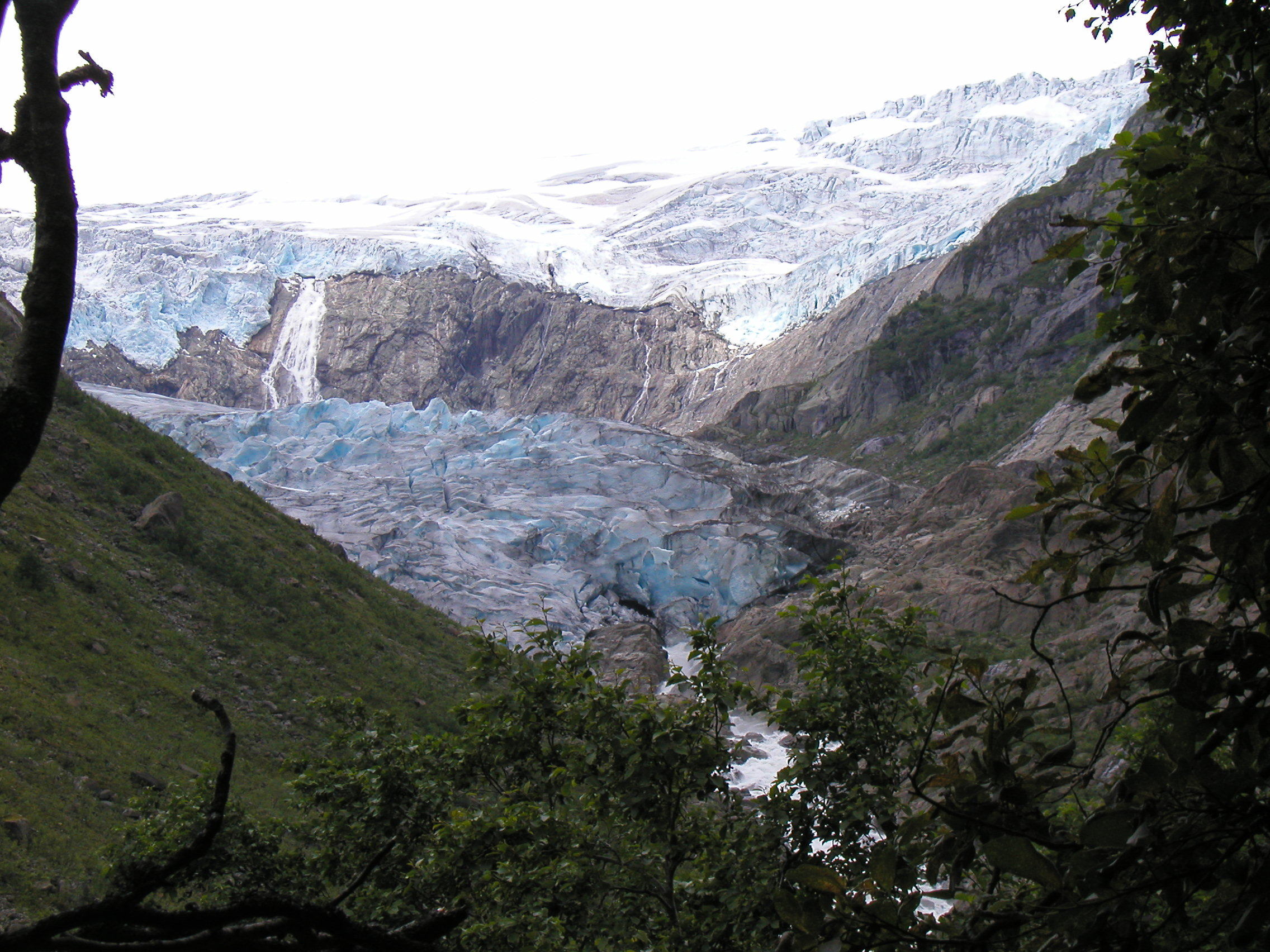
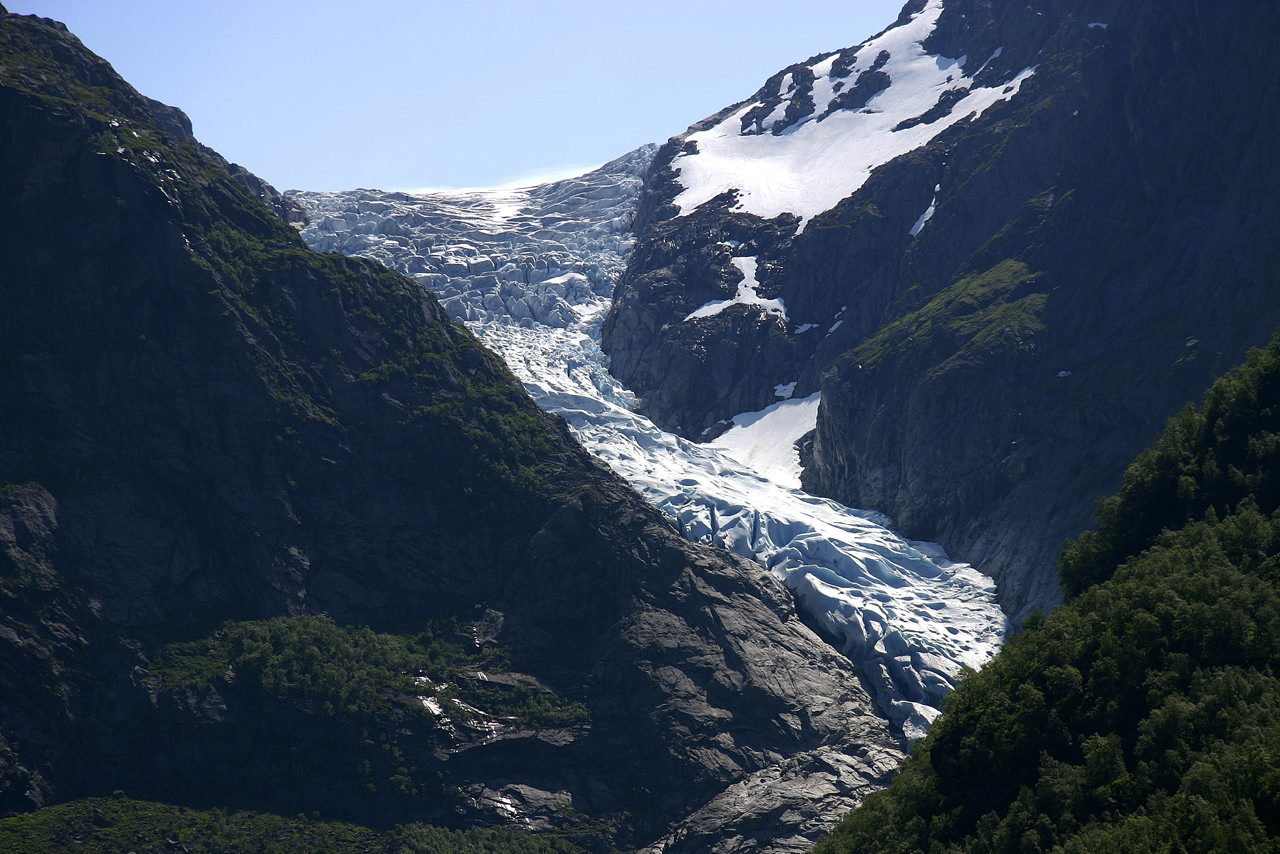